# لعبة إقصائية
اللعبة الإقصائية أو الإستبعادية أو لعبة الفرز هي لعبة بسيطة تهدف إلى إجراء قرعة لاختيار شخص ما من مجموعة بالاعتماد على الحظ، غالبًا لغرض لعب لعبة أخرى. لا تتطلب هذه الألعاب عادة أي مواد، ويلعبها الأطفال بالكلمات المنطوقة (عد غنائي) أو بإيماءات اليد. اقترح المؤرخ هنري كارينجتون بولتون في كتابه الصادر عام 1888 بعنوان «أغاني العد للأطفال» أن عادات الإقصاء يعود أصلها إلى الطقوس الخرافية للعرافة بالقرعة.

## باستخدام الأغاني
- العراق: 
  - حجنجلي
  - قالا بالا برتقالا
  - حدرة بدرة
- بلاد الشام: حكرة بكرة
- بلاد فارس :آن مان نوارا
- الأنجلوسكسون: 
  - Eeny, meeny, miny, moe
  - 10 Little Indians
  - Five Little Ducks
  - Ip dip
  - One, Two, Three, Four, Five
  - Tinker, Tailor (traditionally played in England)
  - Yan Tan Tethera
  - Inky Pinky Ponky
- شمال فرنسا: Am stram gram
- جنوب فرنسا: In sin grin
- الأراضي المنخفضة: Iene miene mutte
- الدنمارك: Ælle bælle mig fortælle
- روسيا: 
  - Вышел месяц из тумана
  - Эники, беники ели вареники
  - На златом крыльце сидели
  - Ехала машина тёмным лесом
- اليابان: どちらにしようかな

## بدون أغاني
- حجر-ورق-مقص
- تقليب العملة المعدنية
- ديمارية
- يانصيب أي السحب العشوائي
- سحب القش